# Francesco Amici
Francesco Amici (Città di San Marino, 5 febbraio 1960) è un tiratore a volo sammarinese, specialità trap (fossa olimpica).
Ha partecipato alle Olimpiadi di Barcellona 1992, Atlanta 1996, Sydney 2000 e Atene 2004.
Fa parte della lista degli atleti d'interesse nazionale del Comitato Olimpico Nazionale Sammarinese.

## Palmarès
- Medaglia d'oro dei Giochi dei piccoli stati d'Europa nel 1989, 1995, 1997, 2001, 2003, 2005
- Medaglia d'argento in una prova di Coppa del Mondo 1995
- Medaglia di bronzo in una prova di Coppa del Mondo 1995
- 7º posto alle Olimpiadi di Barcellona 1992 e Atene 2004
- 6 Campionati sammarinesi